# Scania aspersa
Scania aspersa là một loài bướm đêm thuộc họ Noctuidae. Nó được tìm thấy ở vùng Maule tới vùng Magallanes và Antartica Chilena của Chile, Colonia và Estanzuela in Uruguay và Comodoro Rivadavia, San Martín de los Andes, La Rioja, Cafayate, Salta, Nahuel Huapi, Neuquén, Chubut và Esquel in Argentina.
Sải cánh dài khoảng 31 mm. Con trưởng thành bay từ tháng 10 đến tháng 3.